# Gorenji Suhadol
Gorenji Suhadol este o localitate din comuna Novo mesto, Slovenia, cu o populație de 54 de locuitori.